# Adinaefiola aurantiaca
Adinaefiola aurantiaca is een inktvissensoort uit de familie van de Sepiolidae. De wetenschappelijke naam van de soort werd voor het eerst geldig gepubliceerd in 1896 door Jatta als Sepiola aurantiaca.